# Mladoušov
Mladoušov je část města Votice v okrese Benešov. Nachází se na severu Votic. V roce 2009 zde bylo evidováno 19 adres. Mladoušov leží v katastrálním území Votice o výměře 10,85 km².

## Historie
První písemná zmínka o vesnici pochází z roku 1318.

## Pamětihodnosti
- Výklenková kaplička